# لوری رابینسون
ژنرال لوری جی. رابینسون (انگلیسی: Lori J. Robinson) یک فرد نظامی اهل ایالات متحده آمریکا است که فرمانده فرماندهی شمالی ایالات متحده آمریکا است. او تنها زنی است که فرماندهی یک فرماندهی یکپارچه رزمی ایالات متحده آمریکا را در تاریخ ارتش آمریکا بر عهده داشته‌است.
وی نخستین زنی است که به عنوان رئیس عملیات نظامی خود برگزیده است. خانم رابینسون که در سال ۱۹۸۲ به نیروی هوایی ایالات متحده آمریکا پیوسته‌است و در تاریخ ۱۸ مارس ۲۰۱۶ توسط اشتون کارتر وزیر دفاع به فرمانده این نیروی را در اقیانوس آرام برگزیده شد.
وی در سال ۱۹۸۱ میلادی از دانشگاه دورهام نیوهمپشایر در رشته انگلیسی فارغ‌التحصیل شده‌است.